# وقتی مهمانی تمام شد
وقتی مهمانی تمام شد (به انگلیسی: When the Party's Over) فیلمی محصول سال ۱۹۹۳ و به کارگردانی متیو ایرماس است. در این فیلم بازیگرانی همچون ساندرا بولاک، را داون چونگ، فیشر استیونس، الیزابت بریج، برایان مک‌نامارا، پل جوهانسون، مایکل لندز و ریموند کروز ایفای نقش کرده‌اند.

## خلاصه داستان
فرانکی، آماندا، ام‌جی و بنکس هم‌خانه‌هایی هستند که به‌تازگی از دانشگاه فارغ‌التحصیل شده‌اند.
فرانکی، یک مددکار اجتماعی است که با تیلور، یک وکیل، رابطه دارد.
آماندا، یک هنرمند، با الکساندر میدنایت، هنرمند اجرایی، آشنا می‌شود و عاشق او می‌شود. او همچنین تلاش می‌کند با صبر، خرد، و شفقت به برادر کوچکترش، ویلی، پس از مرگ مادرشان کمک کند.
سومین هم‌خانه، ام‌جی، یک کارگزار بورس است که در واقع بسیار بی‌بندوبار است و به نوشیدن مشروب علاقه زیادی دارد. او حتی با تیلور، معشوقه فرانکی، وارد رابطه می‌شود و به او خیانت می‌کند.
آخرین هم‌خانه، بنکس، یک بازیگر همجنس‌گرا است که بهترین دوست آماندا نیز محسوب می‌شود.
به طور خلاصه، این فیلم درباره گروهی از جوانان بیست‌وچندساله در کالیفرنیا در اوایل دهه ۱۹۹۰ است و به مسائل اجتماعی آن دوره می‌پردازد، از جمله نوشیدن بیش‌ازحد، همجنس‌گرایی، تجاوز، خیانت و مشکلات اعتماد، در کنار بسیاری از موضوعات دیگر.